# Soresina
Soresina é uma comuna italiana da região da Lombardia, província de Cremona, com cerca de 8.639 habitantes. Estende-se por uma área de 28 km², tendo uma densidade populacional de 309 hab/km². Faz fronteira com Annicco, Cappella Cantone, Casalmorano, Castelleone, Cumignano sul Naviglio, Genivolta, Trigolo.

## Demografia
| Variação demográfica do município entre 1861 e 2011                               |
|                                                                                   |
| Fonte: Istituto Nazionale di Statistica (ISTAT) - Elaboração gráfica da Wikipedia |